# Ashley Eckstein
Maria Ashley Eckstein (Louisville (Kentucky), 22 september 1981) is een Amerikaans actrice, stemactrice en modeontwerpster. Zij is vooral bekend van Blue Collar TV en als de stem van Ahsoka Tano in Star Wars: The Clone Wars, Star Wars Rebels en Star Wars Forces of Destiny. 

## Filmografie

### Computerspellen
- Library of Congress Control Number: n2008081273
- MusicBrainz: 33e10b98-aa18-4c88-a025-a665ef560908
- Virtual International Authority File: 63489128
- WorldCat: E39PBJrGtrp9KxG4996CyVXmVC